# Релігія в Буркіна-Фасо

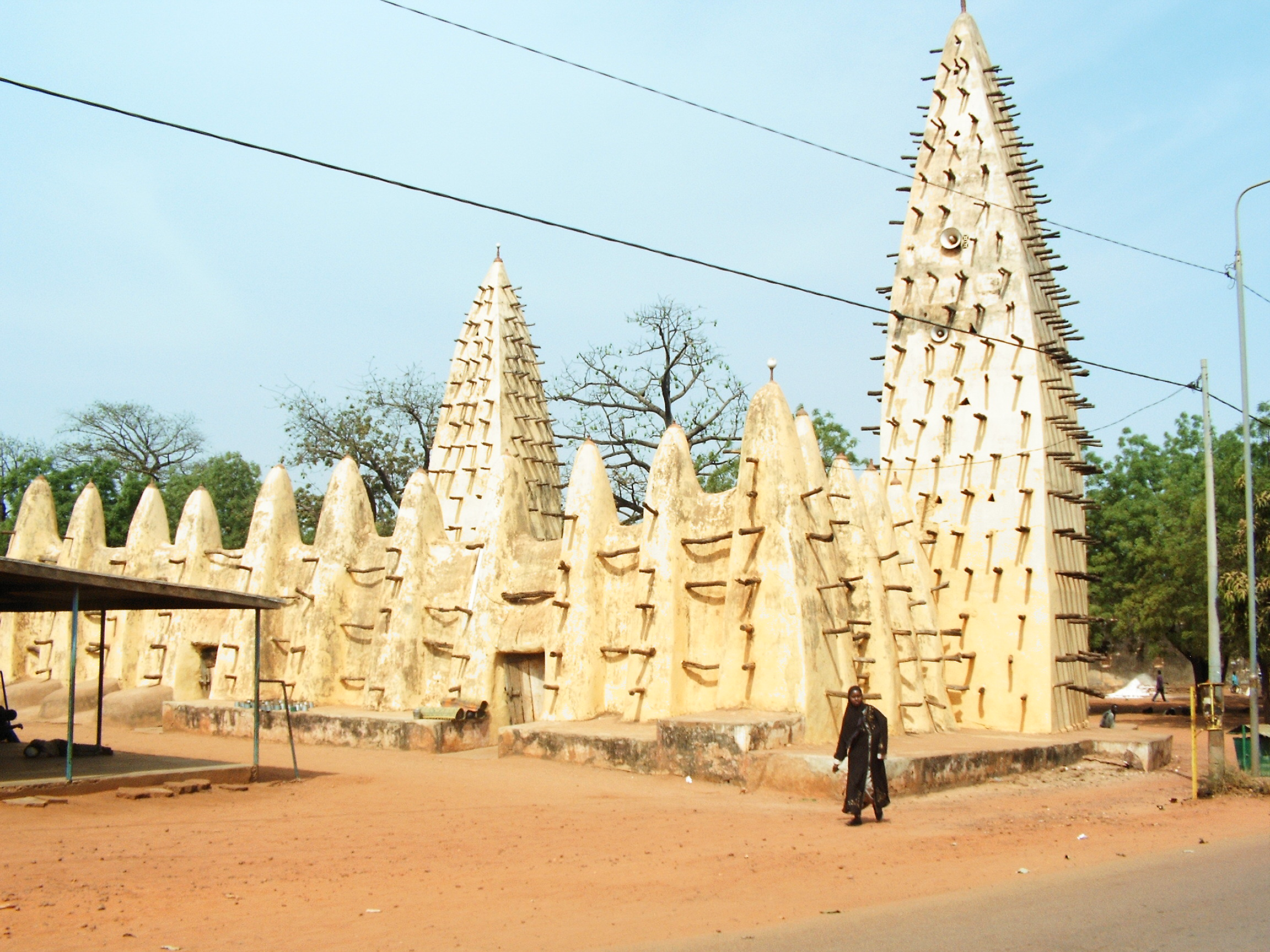
Мечеть в Бобо-Діуласо, Буркіна Фасо

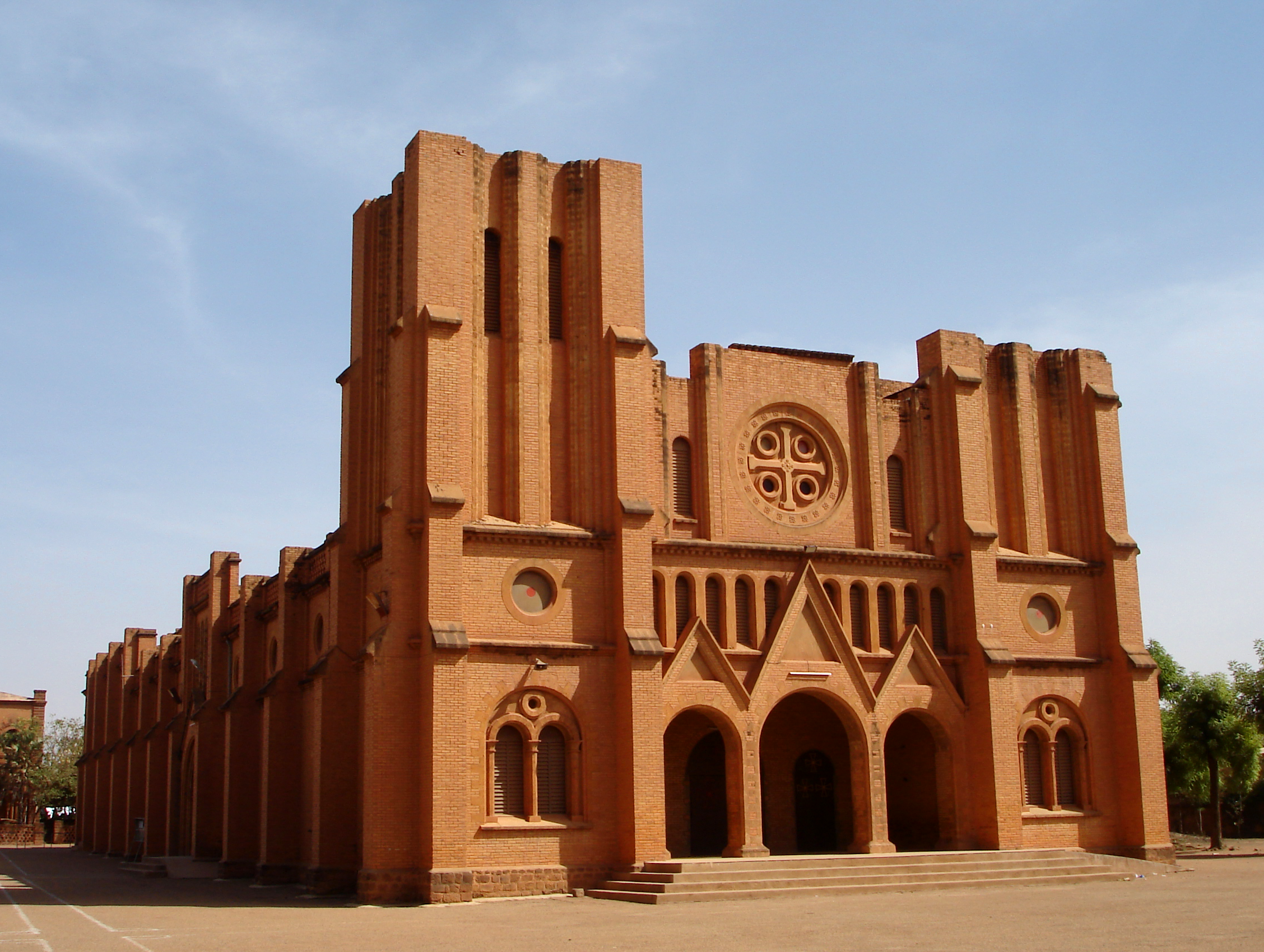
Кафедральний собор в Уагадугу

Дані про конфесійну приналежність населення Буркіна-Фасо не публікуються щорічно, а оцінки експертів сильно різняться; уряд країни виходить з даних останнього перепису (2006 року)

## Статистичні дані
Відповідно до даних перепису 2006 конфесійний склад населення такий:
- 61% мусульмани (більшість — суніти[1] , меншість — шиїти, також є суфії (орден Тиджанійя) і салафіти[2]);
- 23% християни;
  - 19% католики;
  - 4% протестанти;
- 15% послідовники традиційних вірувань.

## Статистика
Дані конфесійної статистики приблизні, тому що різні синкретичні обряди та вірування поширені як серед мусульман, так і серед християн. Також, велика частина населення регулярно здійснює традиційні язичницькі обряди, тому приналежність до тієї чи іншої монотеїстичної релігії часто номінальна. Майже все населення країни є віруючим, атеїзм практично відсутній.

## Географічний розподіл
Мусульмани переважно розселені в північній, східній і західній частинах країни, в той час як християни становлять більшість у центральних районах країни. Язичницькі вірування мають послідовників по всій країні, особливо в сільській місцевості. Населення Уагадугу, столиці і найбільшого міста країни, складають приблизно в рівних пропорціях християни і мусульмани, в той час як другому за чисельністю жителів місті Буркіна Фасо Бобо-Діуласо практично повністю переважає іслам. Невеликі громади сирійських і ліванських іммігрантів, що проживають в обох найбільших містах практично повністю (більше 90%) складаються з християн.

## Етнічний розподіл
У Буркіна Фасо більше 60 різних етносів. Велика частина етнічних угруповань поліконфессінальна, в той час як, наприклад, народи фульбе і дьюла практично повністю мусульманські.
У країні активно діють як християнські, так і ісламські місіонери.